# Тверський Шломо-Бенціон
Шлóмо-Бенціóн Твéрський (нар. 1870, Чорнобиль — пом. 17 вересня 1939, Київ) — останній із династії Чорнобильських цадиків, який жив і діяв на території України.

## Чорнобильський період і переїзд до Києва
Народився в сім'ї Їєшаї-Мешулама-Зусі Тверського (пом. 1881), після смерті якого та по досягненні релігійного повноліття у 1883 році успадкував титул цадика. За звичаєм, мав у Чорнобилі свій дім, синагогу та «двір».
Через серію погромів 1919—1920 років мусив разом із родиною переїхати до Києва, де згодом вони оселилися на вулиці Чкалова (нині — вул. Олеся Гончара), 24, кв. 4.

## Поїздка до США
У 1925 році на запрошення Чорнобильських хасидів, які емігрували до Сполучених Штатів Америки, Ш.-Б. Тверський разом із дружиною Шифрою Ходоровою та молодшою дочкою Сарою виїхав до США. Там коштом хасидської громади для них було придбано будинок у Нью-Йорку, пізніше цадик переїхав до Чикаго. В інтерв'ю одній з американських газет Тверський заявив, що хасиди в США забагато думають про бізнес та гроші й замало піклуються про своє духовне життя; в цьому ж інтерв'ю він відзначив, що в СРСР єврейське населення користується всіма громадянськими правами і що там створено всі умови для розвитку єврейської культури.

## Повернення до Радянського Союзу
Розчарувавшись в американському способі життя, Ш.-Б. Тверський 1929 року з жінкою й дочкою повернувся до Києва, де залишалися жити восьмеро інших його дітей. У зв'язку з початком антирелігійної кампанії в СРСР Тверського як служителя культу позбавили громадянських прав, йому загрожували виселення з 6-кімнатної квартири й, можливо, арешт. Крім того, пошта перестала доправляти йому кореспонденцію. Тоді хасиди — прихильники Тверського звернулися листом до Й. В. Сталіна, поскаржившись на несправедливе ставлення до цадика, який розповів американській пресі про те, як «добре й вільно живеться євреям у Радянському Союзі». Невдовзі з Кремля надійшло розпорядження голові Київського міськвиконкому Войцеховському дати спокій Ш.-Б. Тверському і припинити його поштовий бойкот. Цей документ став охоронною грамотою для цадика до кінця його життя.

Будинок, в якому Ш.-Б. Тверський мешкав у 1930-х роках (нині — вул. Олеся Гончара, 24)

Відтоді він вів властивий цадикам спосіб життя у своїй квартирі на вулиці Чкалова, в якій зокрема містилися синагога і кабінет. При ньому були секретар (габай) та служник, що мешкав у цій же квартирі.

## Життя Ш.-Б. Тверського у 1930-ті роки
За раз і назавжди заведеним розпорядком дня цадик Тверський вставав о 10-й годині ранку й починав приймати численних відвідувачів, із якими він розмовляв про їхні особисті проблеми до 15-ї години. Тих, хто потребував медичної допомоги, він скеровував до своїх знайомих лікарів із відповідними записками-проханнями. З 15-ї до 17-ї години тривали молитви в хатній синагозі. З 17-ї до 19-ї був обід, під час якого цадик лише куштував різні страви, а решту зі своїх рук роздавав хасидам, що збиралися в нього. Потому він молився та вивчав Тору і Талмуд у себе в кабінеті; там само він приймав особливо шанованих гостей, рівних йому за рангом.
По суботах цадик відвідував синагогу в Петрівському яру, після чого мав суботню трапезу з хасидами (до 20 осіб) удома. Під час проводів Суботи хасиди співали й танцювали в його квартирі. Щомісяця цадик зі своїми прибічниками на дворі біля будинку здійснював обряд благословляння Місяця, а під час свята Суккот споруджував ритуальний курінь (сукку) в себе на балконі.

## Смерть і похорон

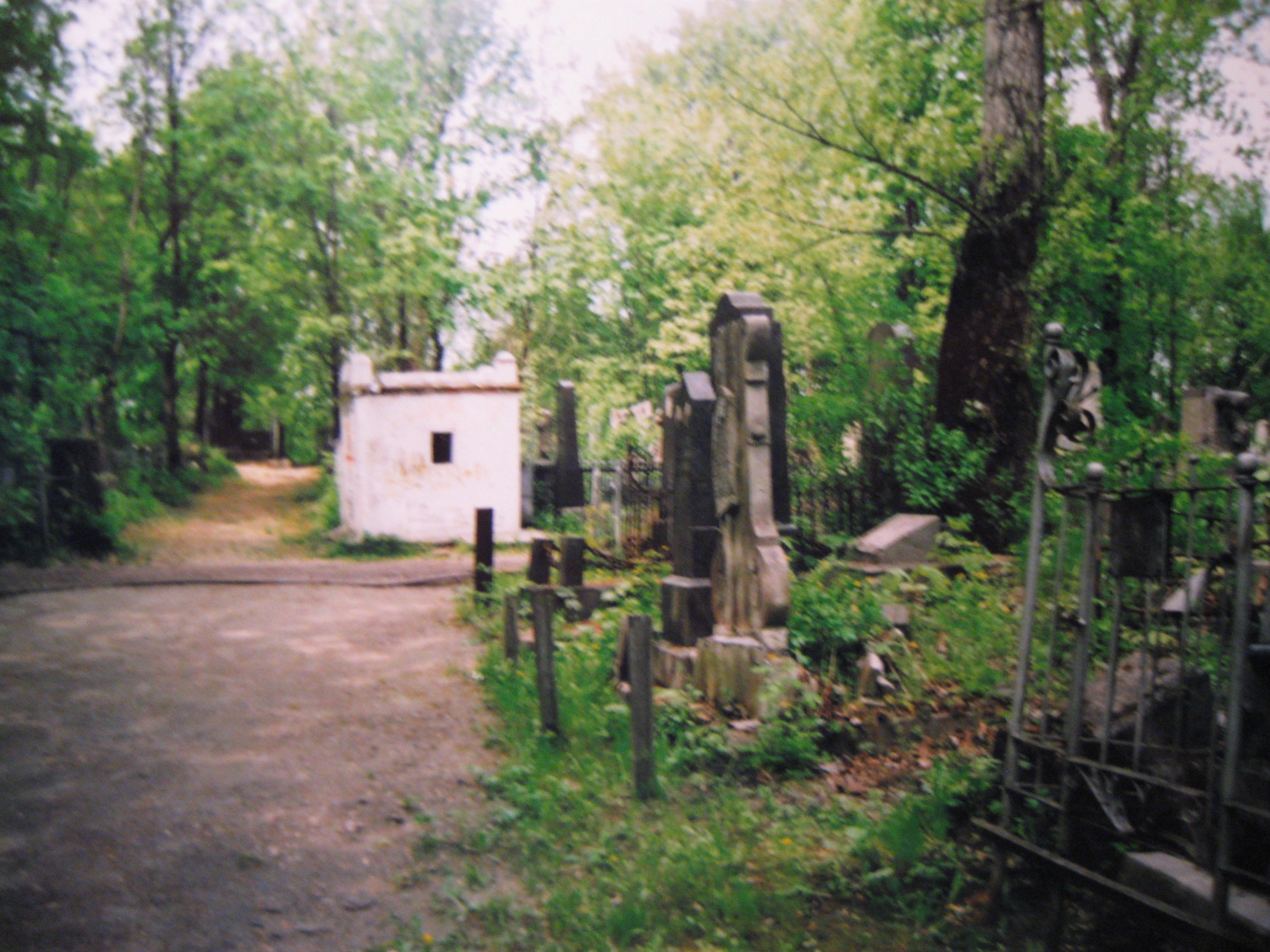
Склеп-мавзолей Ш.-Б. Тверського

Ш.-Б. Тверський помер від туберкульозу 17 вересня 1939 року. За сімейним переказом, коли його не стало, його дочка Бася-Рухома сказала онуці цадика Єві Ходоровій, щоб та вийшла на вулицю й повідомила першому ж зустрічному євреєві про те, що помер цадик Тверський. Уже за годину їхня квартира була наповнена хасидами, послідовниками цадика. Хоча його дружина Шифра (пом. 1930) була похована на Лук'янівському єврейському кладовищі, хасиди вирішили поховати свого ребе на іншому некрополі — Куренівському, де була єврейська дільниця. Це пояснювалося тим, що Лук'янівське кладовище на той час уже було закритим, а хасиди хотіли після смерті спочивати поруч із цадиком.
Тіло Тверського хасиди несли на руках від його будинку до Куренівського кладовища. Через велелюдність похоронної процесії на деякий час переривався рух транспорту. Над могилою цадика було споруджено мурований склеп, що зберігся до наших днів.
Діти Ш.-Б. Тверського здобули традиційну єврейську освіту, але в роки радянської влади відійшли від релігії. Водночас вони не перешкоджали діяльності батька. Нині нащадки цадиків Тверських живуть в Україні, Ізраїлі та США.